# 茄苳腳 (新北市)
茄苳腳，是新北市汐止區的一個地名，位於該區中部偏東南。相較於今日行政區，其範圍大致包括建成里東南端、城中里東部、橋東里、崇德里不含西部鄰近茄苳溪南岸一小塊地、長安里最南端、保安里最西端、福安里東部、秀山里東部、茄苳里不含北部邊界地帶東段及東南部凸出大部分、白雲里東部。

## 歷史
台灣清治末期至日治前期，茄苳腳地區為一街庄，稱為「茄苳腳庄」，隸屬於石碇堡。該庄北及東北與保長坑庄為鄰，東與鵠鵠崙庄為鄰，南邊為康誥坑庄，西邊為水返腳街。
1901年（日治明治三十四年）11月，該庄隸屬於基隆廳，編入第十九區。1905年（明治三十八年）7月，第十四區、第十五區、第十六區、第十九區合併為「水返腳區」。1920年（大正九年），該庄改制為「茄苳腳」大字，隸屬於臺北州七星郡汐止街。
戰後汐止街改制為汐止鎮，隸屬於臺北縣，大字亦改制為里。1999年6月，汐止鎮升格為汐止市。2010年12月，臺北縣升格為新北市，汐止市改制為汐止區。

## 交通
台鐵縱貫線橫越茄苳腳地區西北端，境內並未設站。東邊最近的是五堵車站，屬簡易站，僅停靠區間車，由此北上可前往基隆、宜蘭、花蓮等地；西邊最近的是汐止車站，屬二等站，停靠部分自強號、莒光號、區間快車及全部區間車，由此南下可前往台北、桃園、新竹等地。
省道台5線（新台五路二段）橫越本地區中北部，省道台5甲線（大同路二段）經過本地區西北端，皆是連絡台北與基隆的主要平面道路。

## 學校
- 崇德國小

## 景點
- 汐止添福宮茄苳樹（茄苳公）